# アントニー・ハミルトン (俳優)
アントニー・ハミルトン（Antony Hamilton、1952年5月4日 - 1995年3月29日）は、オーストラリアのバレエダンサー、モデル、男優。イギリス出身。

## 出演作品
- トップモデル諜報員 カバー・アップ（ジャック・ストライカー役）
- 殺人容疑（ビル・フック役）
- 新スパイ大作戦/黄金の蛇（マックス・ハート役）
- 新スパイ大作戦（マックス・ハート役）
- ハウリングIV（トム・ビリングス役）
- プライム・オブ・パッション/華麗なるミラーズ（ジーノ・レイ役）
- サムソンとデリラ/愛と裏切りの伝説（サムソン役）
- ジャンピン・ジャック・フラッシュ（レストランの男役）